# The Terror (pel·lícula de 1928)
The Terror és una pel·lícula en blanc i negre de misteri basada en la novel·la del mateix nom d'Edgar Wallace, dirigida per Roy Del Ruth i produïda per la Warner Bros. Pictures i The Vitaphone Corp. el 1928.

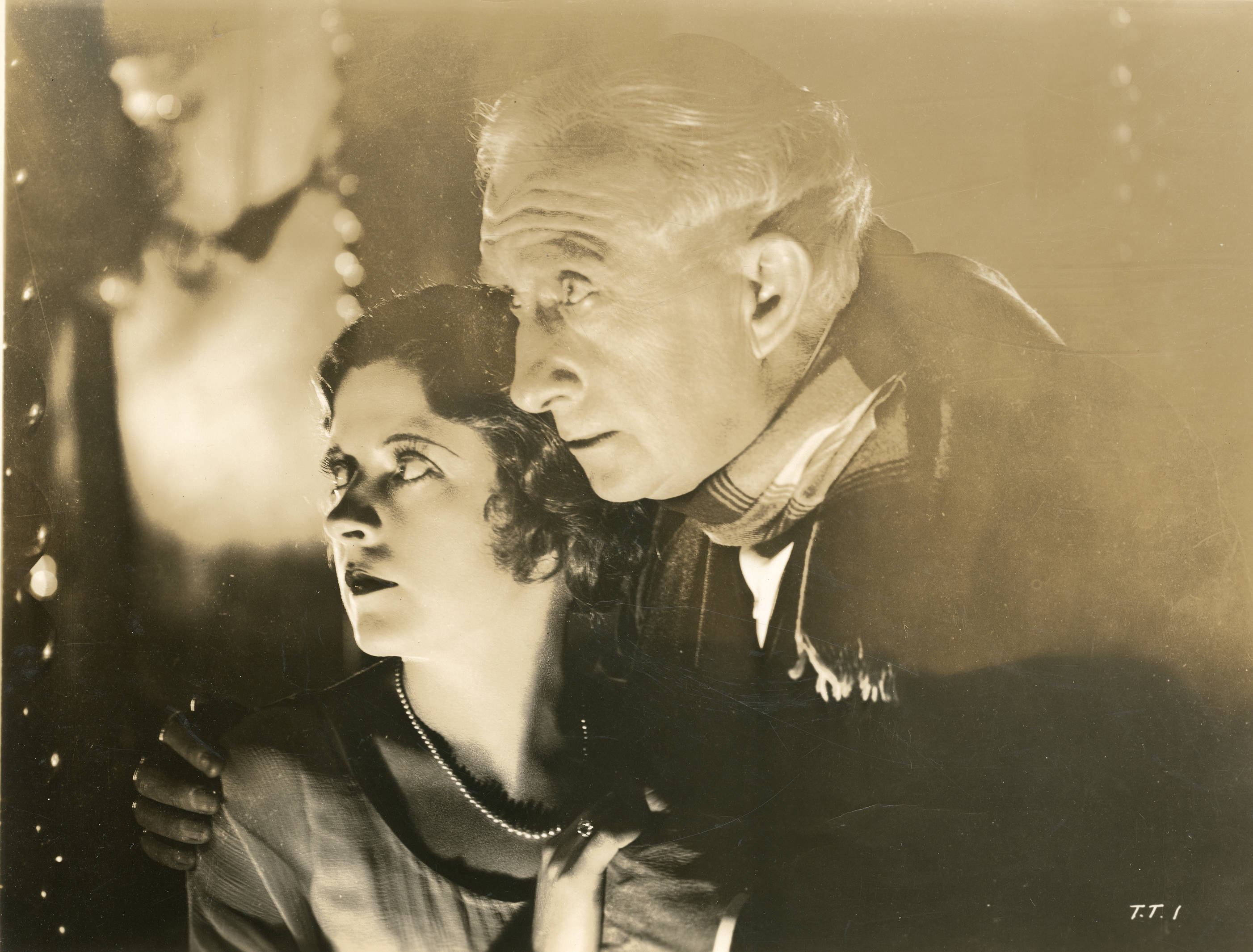
May McAvoy i Alec B. Francis en un fotograma de la pel·lícula

The Terror a ser la primera pel·lícula de por completament parlada. Es van preparar dues edicions, una sonora i una altra muda, ja que aleshores la majoria de teatres no estaven encara preparats per a passar pel·lícules sonores. A la pel·lícula muda, una sèrie de títols substituïen els diàlegs més importants; a la pel·lícula sonora es van substituir fins i tot els títols de crèdits els quals eren llegits per un home emmascarat (amb la veu de Conrad Nagel). Es considera una pel·lícula perduda però es conserva el disc sonor al Film and Television Archive de la Universitat de Califòrnia (UCLA). Existeixen dues altres pel·lícules amb el mateix nom que van ser estrenades el 1920 (dirigida per Jacques Jaccard) i el 1963 (dirigida per Roger Corman).

## Argument
El Terror, és un misteriós assassí i lladre del qual no es coneix la identitat. Ha establert el seu quarter general en una vella mansió anglesa, propietat del Dr. Redmayne. Amb misteriosos recitals i estranys sorolls, el Terror espanta els convidats, inclosos Mrs Elvery, una espiritista, Ferdinand Fane, un ximplet propens als accidents, però que no és tan estúpid com sembla, Joe Connors i Soapy, dos lladres recentment alliberats de la presó per tal d'ajudar a capturar l'assassí i que han jurat venjar-se del Terror i finalment el superintendent Hallick que els vigila. Després d'una nit d'assassinats i caos, la identitat del Terror és descoberta.

## Repartiment
- May McAvoy (Olga Redmayne)
- Louise Fazenda (Mrs. Elvery)
- Edward Everett Horton (Ferdinand Fane)
- Alec B. Francis (Dr. Redmayne)
- Matthew Betz (Joe Connors)
- Holmes Herbert (Goodman)
- Otto Hoffman (Soapy Marks)
- Joseph W. Girard (superintendent Hallick)
- John Miljan (Alfred Katman)
- Frank Austin (Cotton)

Els crèdits són narrats per Conrad Nagel amagat sota una capa i una màscara.

## Fitxa Tècnica
- Producció: Warner Bros. Pictures
- Productor: Jack L. Warner (productor executiu) i Darryl F. Zanuck (productor)
- Distribució: Warner Bros. Pictures
- Nacionalitat: EUA
- Direcció: Roy Del Ruth
- Direcció artística: Alexander Golitzen i Richard Riedel
- Guió: Seton I. Miller
- Director de fotografia: Chick McGill
- Muntatge: Thomas Pratt i Jack Killifer
- Música: Louis Silvers[4]
- Vestuari: Earl Luick
- Maquillatge:
- So: Mono (Vitaphone)
- Idioma original: anglès
- Durada: 80 min la versió sonora (9 bobines) 85 min la versió muda